# Channing Crowder
Pour les articles homonymes, voir Crowder.
(en) Statistiques sur pro-football-reference
Randolph Channing Crowder (né le 2 décembre 1983 à State College) est un joueur de football américain évoluant comme linebacker chez les dolphins de Miami depuis 2005. Il a décidé de prendre sa retraite des terrains le 8 août 2011 après six saisons en professionnel.